# Rhinobatos lentiginosus
Il pesce chitarra dell'Atlantico (Rhinobatos lentiginosus) è un pesce appartenente alla famiglia Rhinobatidae.

## Descrizione
Si tratta di un pesce che raggiunge mediamente 70 cm di lunghezza ed i 2,5 kg di peso, è infatti tra i più piccoli pesci chitarra che esistano. Le pinne pettorali sono fuse con la testa che conseguentemente assume una forma triangolare, il rostro è allungato e supportato da cartilagine. È stato proprio questo a conferire il nome alla specie: Rhinobatos in greco vuol dire "dal rostro lungo". Gli occhi sono posti sulla sommità del capo, in modo tale da garantire a R. lentiginosus un'ottimale visione dell'ambiente che lo circonda. La pelle presenta colori in grado di aiutare il mimetismo: generalmente si aggira su tonalità tenui di giallo o marrone, con macchioline bianche sparse lungo tutto il dorso. La bocca si trova nella parte inferiore del corpo ed al suo interno ci sono piccoli denti in numero di circa 80 per mascella. Nuotando assume un'andatura particolare: sfrutta le sue pinne per fluttuare a poca distanza dalla sabbia, aiutandosi occasionalmente con qualche colpo di coda.  

## Distribuzione ed Habitat
Il pesce chitarra dell'Atlantico può essere trovato nelle acque costiere dell'Atlantico ed a Nord del Golfo del Messico. È tuttavia presente anche nella Penisola dello Yucatán. Predilige fondali sabbiosi e fangosi, in modo tale che se in caso un predatore lo dovesse avvistare potrebbe seppellirsi efficacemente usando il rostro quasi come se fosse un badile.  

## Biologia

### Alimentazione
Utilizza il rostro per bloccare le sue prede sul fondale marino; data la conformazione dei suoi denti, adatti alla frantumazione di gusci e carapaci, si nutre di molluschi, crostacei e talvolta anche di pesci più piccoli. 

### Riproduzione
È una specie ovovivipara ed il numero di piccoli nati, che misurano appena 20 cm, si aggira intorno ad i sei. La maturità viene raggiunta quando la loro lunghezza arriva a 50 cm. Le femmine sono generalmente di dimensioni maggiori.